# Дукум
Дукум (ср.-греч. Δούκουμος; умер в 814) — правитель Болгарии в 814 году.

## Биография
Дукум был близким родственником (скорее всего, младшим братом, но, возможно, и старшим сыном) хана Крума. В болгарских надписях он трижды упоминался с титулом кавхан. Предполагается, что Дукум тождественен неупомянутому по имени брату Крума, о котором сообщается в созданной, вероятно, в 813 году Хамбарлийской надписи. В ведении того находилось управление центральной частью земель к югу от Балканских гор, захваченных болгарами во время начавшейся в 807 году войны с Византией. Ему же было поручено командование и значительной частью болгарского войска, одним из командиров которой был стратиг Лев. Возможно, Дукум был и тем неназванным в нарративных византийских источниках по имени братом Крума, которому хан в 813 году доверил вести осаду Адрианополя. По свидетельству Феофана Исповедника и автора продолжения «Хроники Георгия Амартола», после взятия города болгарами этот брат Крума был назначен правителем Адрианополя.
В «Синаксаре Константинопольской церкви» и «Минологии» византийского императора Василия II Болгаробойцы сообщается о трёх правителях Болгарии, властвовавших над страной сразу после Крума: Дукуме, Диценге и Цоке. Первые два упоминаются в «Синаксаре», третий — в «Минологии».
На основании этих свидетельств рядом медиевистов делается вывод, что хан Омуртаг, сын Крума, мог взойти на престол только через некоторое время после скоропостижной смерти отца 13 апреля 814 года. Мнение о том, что Дукума, Диценга и Цока следует рассматривать только как действовавших по приказаниям Омуртага боляр, не нашло однозначной поддержки среди современных историков. Об этом свидетельствуют приводимые в источниках различные даты начала правления Омуртага: 814 год, март 815 года, период не позднее конца того же года, 816 год и даже 819 год. О характере властных полномочий Дукума и Диценга идут дискуссии. По одному мнению, после смерти Крума в Болгарии началась борьба за власть, победу в которой одержал Дукум. Таким образом, он и Дицег были полновластными правителями болгар. Однако они занимали престол непродолжительное время и были сменены Омуртагом. В то же время ряд исследователей отмечает, что в других (кроме «Синаксаря Константинопольской церкви» и «Минология Василия II») византийских источниках преемником Крума называется Омуртаг. На этом основании они считают Дукума, Диценга и Цока только регентами при тогда ещё несовершеннолетнем Омуртаге. По ещё одному мнению, после смерти Крума в Болгарии начались междоусобицы, во время которых в некоторых частях страны власть захватили представители высшей знати. Среди таких персон были и упоминаемые в «Синаксаре» и «Минологии» персоны. Сохранение же в византийской агиографической литературе воспоминаний о них как непосредственных преемниках Крума, вероятно, связано с активным участием Диценга и Цока в преследованиях и казнях находившихся в болгарском плену христиан.
Как бы то ни было, каким бы статусом среди болгар не обладал Дукум, он продолжил вести начатую Крумом войну с Византией. Однако уже вскоре (возможно, весной того же 814 года) Дукум умер и ему наследовал его близкий родственник (младший брат или племянник) Диценг.

## Комментарии
1. ↑  «Правая сторона» этих территорий Крумом была отдана в управление ичиргу боилу Цоку, «левая сторона» — в управление боилу кавхану Иратаису. Из всех троих Дукум занимал наиболее привилегированное положение, а управлявший «правой стороной» Цок, согласно традициям болгар, имел более высокую должность, чем владевшая «левой стороной» персона. Такое трёхчастное деление войска и территорий было традиционным для тюркских народов эпохи Средневековья[1][3][4].
2. ↑  Хотя в «Минологии Василия II» Цок назван правителем болгар, скорее всего, эти сведения ошибочны, так как в более достоверных средневековых источниках он упоминается только как военачальник[12][15][25]. Предположение о том, что Дукум и Цок — одна персона[12][26], не получило широкой поддержки современных историков[11][15].